# Saint-Martin-des-Champs (Seine-et-Marne)
Saint-Martin-des-Champs is een gemeente in het Franse departement Seine-et-Marne (regio Île-de-France) en telt 658 inwoners (2005). De plaats maakt deel uit van het arrondissement Provins.

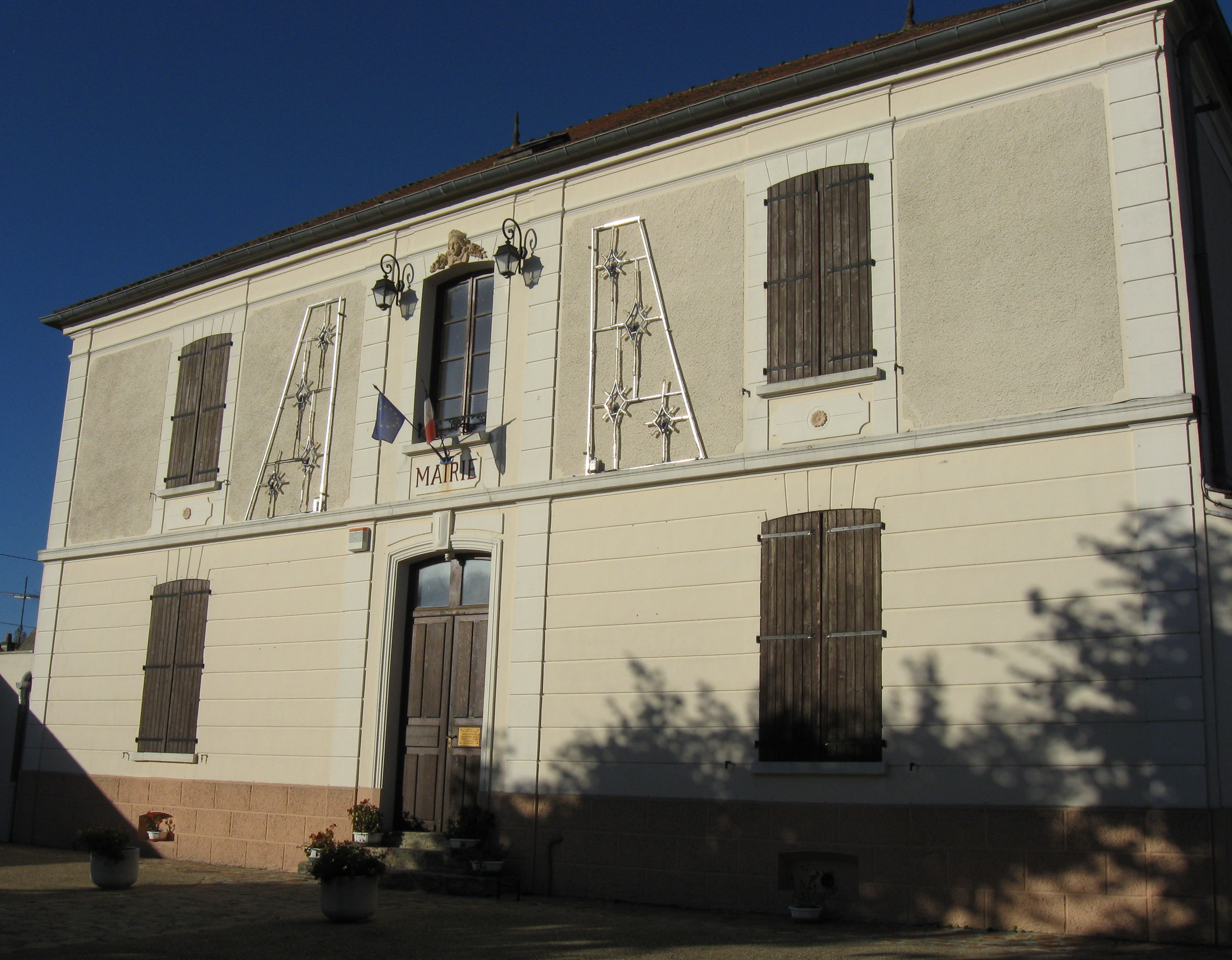
Gemeentehuis
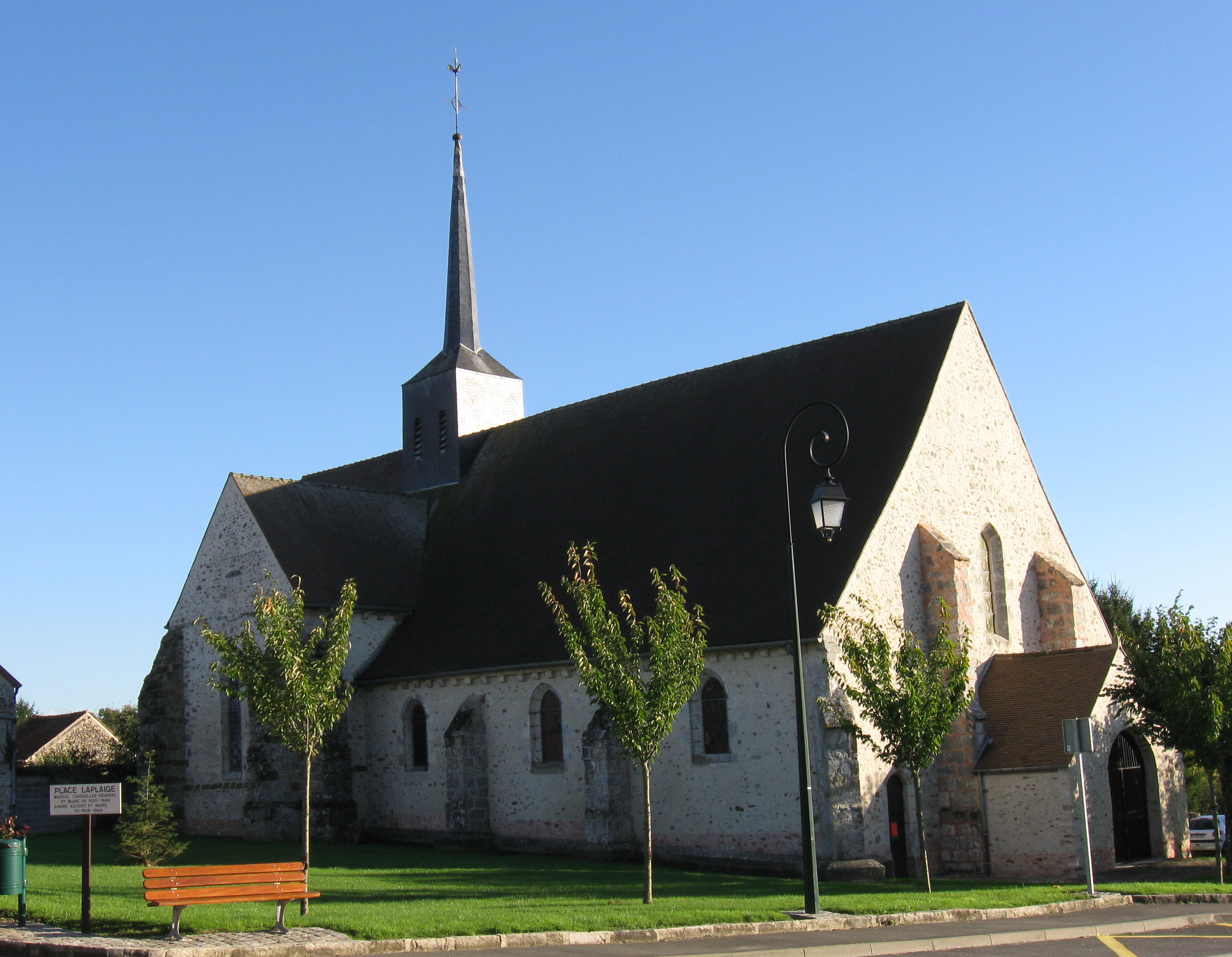
Kerk van Saint-Martin-des-Champs

## Geografie
De oppervlakte van Saint-Martin-des-Champs bedraagt 10,5 km², de bevolkingsdichtheid is 62,7 inwoners per km².
De onderstaande kaart toont de ligging van Saint-Martin-des-Champs (Seine-et-Marne) met de belangrijkste infrastructuur en aangrenzende gemeenten.

## Demografie
Onderstaande figuur toont het verloop van het inwonertal (bron: INSEE-tellingen).

1. ↑  Populations de référence 2022.